# Iraia
Iraia (em grego:  Ηραία) é um vilarejo, unidade municipal e ex-município na Arcádia, Grécia. Em 2011, foi fundido com sete outros municípios para formar o novo município de Gortynia, tornando-se sede deste. A unidade municipal tem uma área de 144 km2. Sua sede é Paloúmba.
O cineasta Constantin Costa-Gavras nasceu no vilarejo de Loutrá Iraías.

## História
A área recebe seu nome da antiga cidade árcade de Hereia (em grego clássico: Ἡραία), descrita por Pausânias. Segundo a lenda, o fundador da cidade teria sido Hereu (em grego clássico: Ἡραιεύς), filho de Liceu. Em torno do século VI a.C., a Hereia era uma das grandes cidades da região, a Tabula Peutingeriana mostrando um sistema rodoviário a conectando a Olímpia, Megalópolis e Melaneai.
Iraia foi refundada enquanto município em 1999, pela Reforma Kapodístrias, mas em 2011 foi fundida com seis outros para a criação de Gortynia.

## Subdivisões
A unidade municipal é dividida nas seguintes comunidades (vilarejos entre parênteses):
- Ágios Ioánnis
- Aráchova
- Chrysochóri
- Kakouraíika
- Kokkinorráchi
- Kokkorás (Kokkorás, Bardáki)
- Liodóra
- Loutrá Iraías (Agionéri, Iamatikés Pigés, Litharós, Loutrá Kalývia, Lótis, Parnassós)
- Lykoúresis
- Lyssaréas
- Óchthia (antes chamada Aetorráchis)
- Paloúmba (Paloúmba, Pappadás, Sarlaíika)
- Psári
- Pyrrís
- Ráftis (ou Ráptis, vilarejos de Ráftis/Ráptis e Agálo)
- Sarakíni Iraías
- Sérvou (Sérvou e Arápides)